# Alvarezsaure
L'alvarezsaure (Alvarezsaurus, "llangardaix d'Alvarez") és un gènere de petit dinosaure alvarezsàurid que va viure al Cretaci superior en el que avui en dia és Argentina, fa aproximadament entre 89 i 85 milions d'anys. Feia uns 2 metres de longitud i pesava uns 20 kg. Les seves restes fòssils es van trobar a la formació del Bajo de la Carpa i foren anomenades pel paleontòleg José Fernando Bonaparte l'any 1991 en honor de l'historiador Don Gregorio Alvarez.
L'espècie tipus és A. calvoi. Aquest dinosaure era bípede, tenia una llarga cua i l'estructura de les cames suggereix que era un veloç corredor.